# Метроелектротранс
МУП «Метроелектротранс» — одне з провідних підприємств Росії, а також найбільше транспортне підприємство міста Волгограда — займає домінуюче становище в загальноміських перевезеннях. Обслуговує тролейбусну та трамвайну (в тому числі єдиний в країні — метротрам) системи міста.
За оцінкою фахівців DVB (Дрезден, Німеччина) МУП «Метроелектротранс» має потужність і передумови для того, щоб спільно з університетами, міськими органами влади і при широкій зовнішній підтримки взяти на себе провідну роль в проекті розвитку транспортної системи Волгограда.

## Історія
Царицин став першим містом повіту Росії, у якому 9 квітня 1913 року з'явився електричний трамвай.
Трамвайний рух мав з'єднати три Царицинські залізничні станції — Волзька Волго-Донської залізниці, Царицин (нині — Волгоград I) Грязе-Царицинської залізниці і Тихорєцьку (нині — Волгоград II) Владикавказької залізниці.
Перша трамвайна лінія проходила від станціїТихорецької до станції Царицин. Її довжина становила близько 10 км. Всього на маршруті було 22 зупинки, середня відстань між якими — 300 метрів. З пуском трамвая міська управа встановила плату за проїзд — 5 копійок.

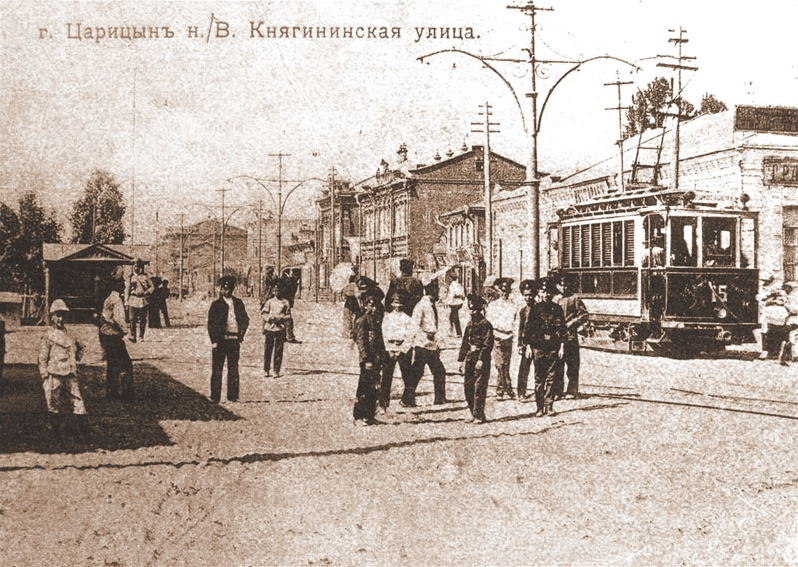
Трамвай на вулиці Княгинінська (нині — вулиця Робітничо-Селянська) в Царицині, 1914

Перший трамвайний парк у Царицині був побудований в Зацаріцинській частині міста на вулиці Сердобській (нині — вулиця КІМ). Тут же розташовувалися майстерні та служби, необхідні для експлуатації, утримання і ремонту цього виду транспорту.
До початку 1916 року було побудована третя трамвайна лінія до заводу ДЮМО (Донецько-Юр'ївське металургійне товариство, надалі — завод «Червоний Жовтень»).
Громадянська війна в Царицині у 1918—1919 роках завдала великої шкоди трамвайному господарству. Однак уже в серпні 1920 року було відновлено трамвайний рух від центру до заводу ДЮМО.

### 1920-ті — 1930-ті роки

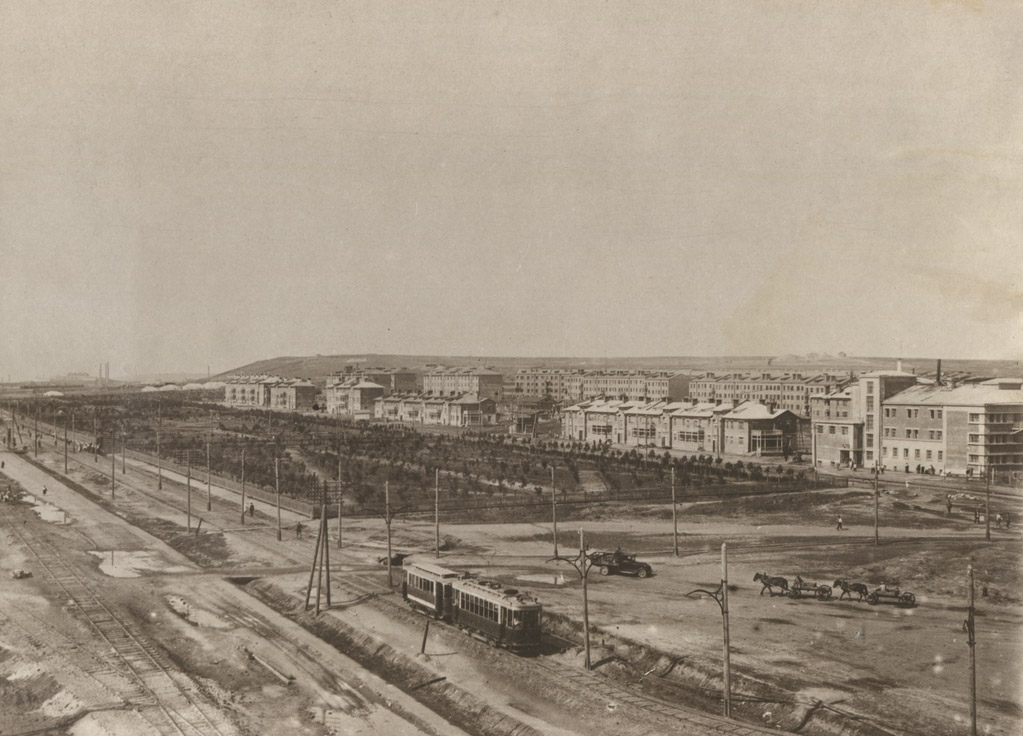
Кінцева зупинка трамваю біля заводу СТЗ. 1930-ті роки

Впродовж 1924—1925 років трамвай прямував за двома маршрутами: від вокзалу Сталінград II до центру і від центру до Совселища в районі заводу «Червоний Жовтень.
1927 року відкрито трамвайний маршрут по вулиці Медведицькій, який пішов у заполотнівську частину міста, з'єднавши її з центром міста. Маршрут проходив від площі Базарної (згодом — площа Жовтнева) до совлікарні (нині — обласна лікарня у селищі Ангарському).
1928—1929 роки — прокладено трамвайну лінію від Жовтневої площі до Сталінградського тракторного заводу протяжністю 15 км. Трамвайний маршрут з'єднав центр міста і селище тракторного заводу.
У 1929 році до Сталінграду стали надходити вагони серії «Х» виробництва Кременчуцького автозаводу, які експлуатувалися на маршрутах міста до 1967 року.
У 1931 році побудована лінія у Єльшанку, відкритий маршрут № 4 — від центру міста до заводу імені Куйбишева. Трамваї йшли від площі Жовтневої через Астраханський міст, далі — по вулицях Калініна, Пугачовській виходили на вулицю Барикадна, повертали ліворуч на вулицю Робітничо-Селянську, проїжджали повз пивзаводу, консервного заводу, по дамбі і доходили до кільця, яке розташовувалося на місці нинішнього тролейбусного кільця на площі Куйбишева.
До кінця 1930-х років була закладена основа маршрутної мережі трамвая. У 1936 році трамвай, вирушав від Жовтневої площі в центрі міста, перевозив пасажирів по 7 маршрутах. Загальна протяжність трамвайних колій становила 63,2 км.
У 1936 році з метою здійснення вантажних перевезень почалося будівництво трамвайного парку № 2, яке зараз розташоване в Дзержинському районі міста.
До 1940 року сталінградський трамвайний парк складався з 141 вагона, з яких 83 моторних, 58 — причіпних і 35 вантажних.
Напередодні Другої світової війни сталінградський трамвай був одним з найбільших господарств міста, яке працювало рентабельно.

### 1940-ві — 1950-ті роки
У роки Другої світової війни сталінградські трамвайники освоїли виробництво військової продукції.
З жовтня 1941 року по серпень 1942 роки в майстернях трамвайного тресту було вироблено 200 тисяч снарядів для фронту. Сталінградський трамвай продовжував працювати до 23 серпня 1942 року, коли місто на Волзі піддався масованому бомбардуванні фашистської авіації.

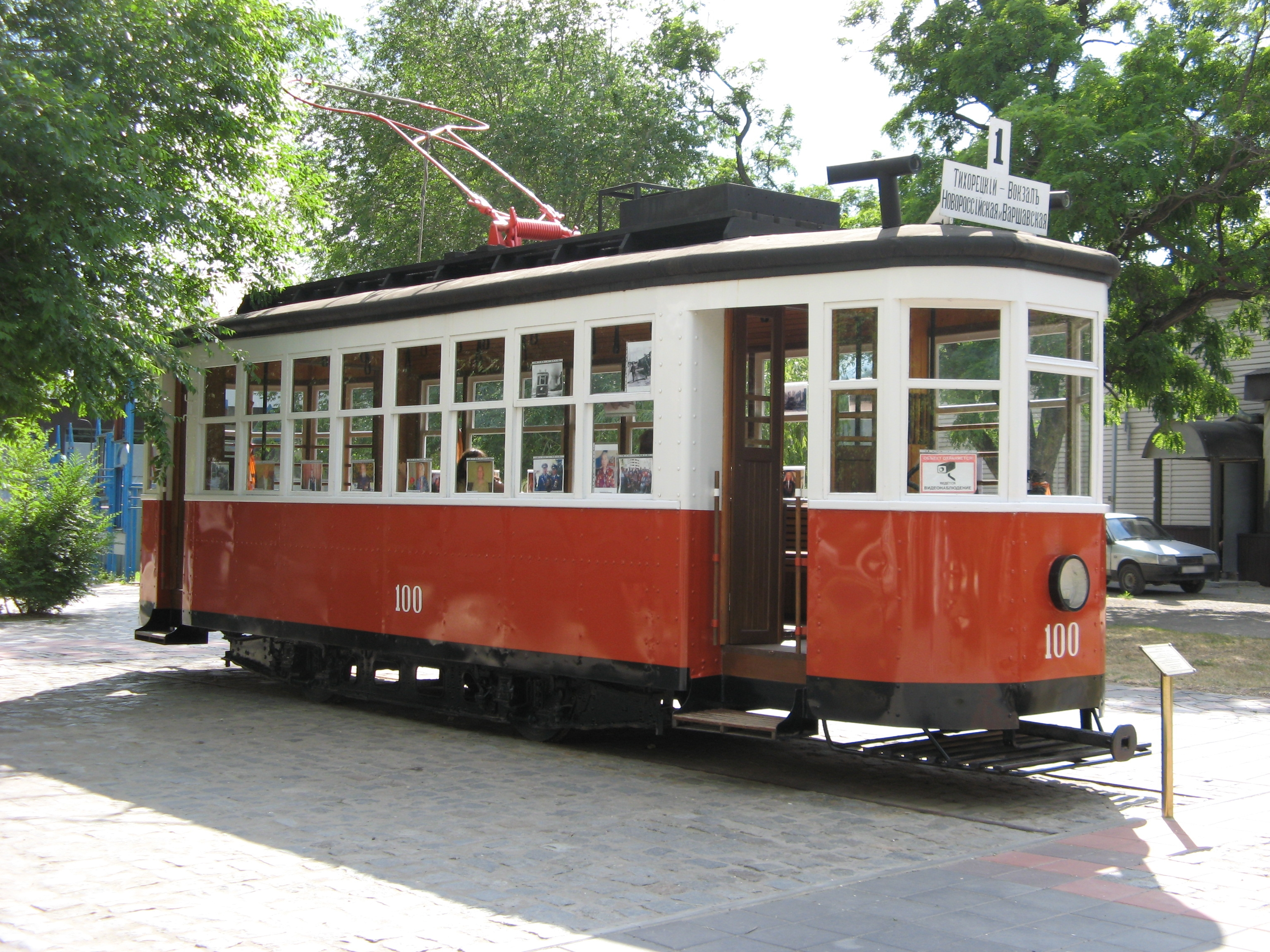
Пам'ятник трамвайному вагону серії «Х»

Під час Сталінградської битви практично все трамвайне господарство було знищено. У руїнах лежали два трамвайних парки, вагоноремонтні майстерні, були розбиті тягові підстанції, зруйнована велика частина трамвайної колії та контактної мережі.
28 січня 1943 року, за три дні до капітуляції фельдмаршала Паулюса, по сталінградському трамвайному тресту був виданий наказ про його відновлення. Трамвайники і городяни приступили до відновлення зруйнованого трамвайного господарства.
У грудні 1943 року по маршруту Центр — завод «Червоний Жовтень» вирушив перший відновлений вагон.
6 листопада 1944 року, після відновлення залізобетонного моста через річку Цариця, відкрився трамвайний рух до лісозаводу імені Куйбишева.
У грудні 1944 року введена в експлуатацію трамвайна лінія від заводу «Червоний Жовтень» до тракторного заводу.
Наприкінці 1940-х почалося будівництво трамвайної лінії до Разгуляєвки, лінія була відкрита 1 грудня 1950 року.
З 1949 року до Сталінграду стали надходити вагони МТВ-82, які експлуатувалися в місті до 1973 року.
Трамвайне господарство у повоєнні роки не тільки відновлювалася, а й розвивалося. У 1947 році було подовжено маршрут № 6 у селище Ангарський.
У 1953 році у Сталінграді діяло 9 трамвайних маршрутів.
У 1955 році господарсько-економічні показники Сталінградського трамвайного господарства перевершили довоєнний рівень.
У листопаді 1959 року, у зв'язку з будівництвом проспекту Сталіна (нині — проспект Леніна) трамвайне кільце з Жовтневої площі перенесено на вулицю 13-ї Гвардійської дивізії, туди, де зараз знаходиться музей-панорама «Сталінградська битва».
6 листопада 1958 року відкрито трамвайний рух у Червоноармійський район за маршрутом № 11, в експлуатацію введено трамвайне депо № 3.
У листопаді 1959 року було відкрито трамвайний маршрут № 10 до Житломістечка.
Наприкінці 1950-х років трамвайна мережа Сталінграда складалася з 11 маршрутів.
У листопаді 1959 року трамвайний парк поповнився вагонами T-59Е і Т2-62 виробництва заводу Гота (НДР). Вони пропрацювали на трамвайних маршрутах до 1972 року.

### 1960-ті — 1980-ті роки
У ці роки відбувався подальший розвиток системи міського електротранспорту міста.
31 грудня 1960 року в Сталінграді відкрито тролейбусний рух. Маршрут протяжністю 5,3 км починався на Привокзальній площі, виходив на проспект Леніна і закінчувався на площі Відродження.

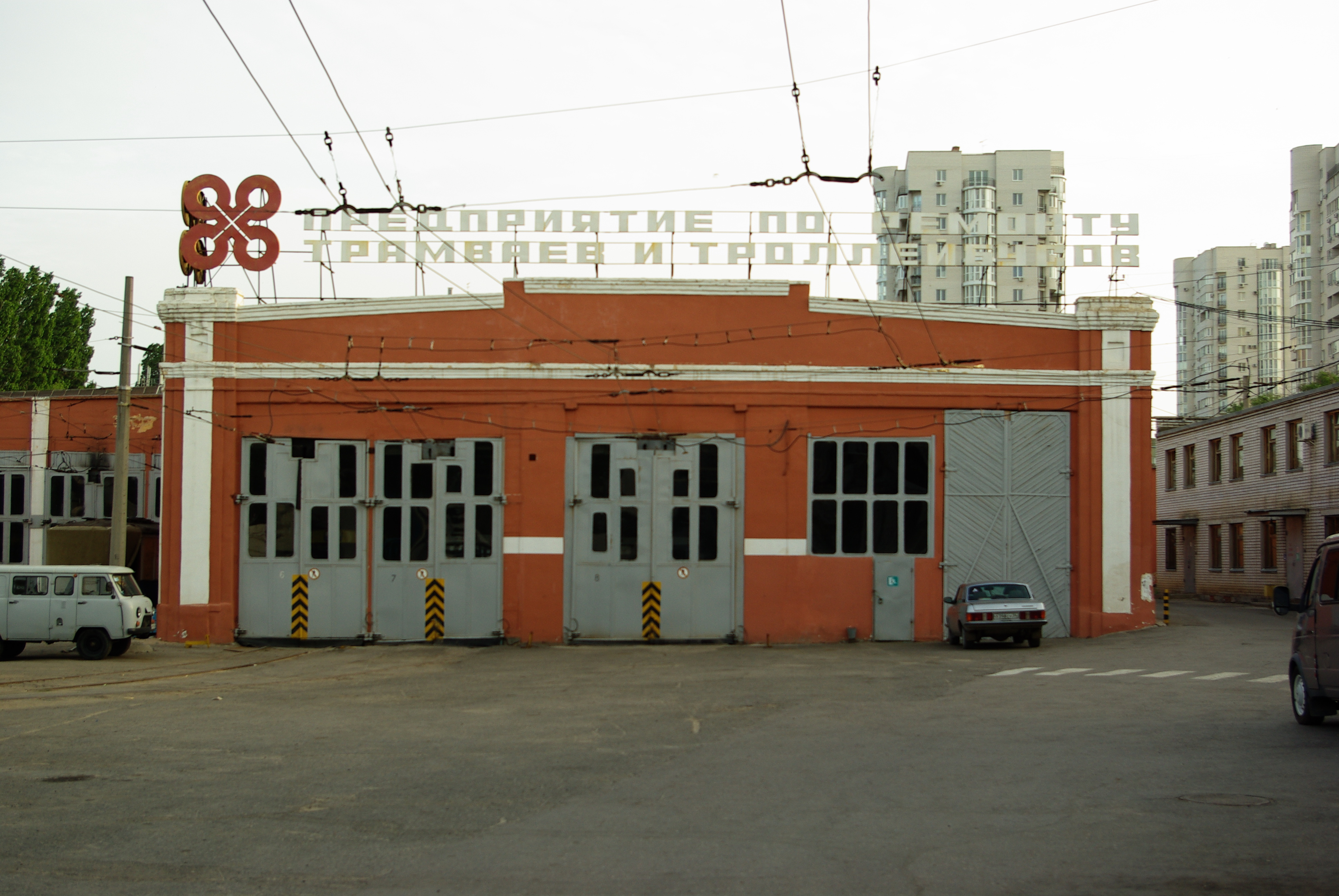
Підприємство з ремонту трамваїв та тролейбусів

17 березня 1961 року рішенням Сталінградського облвиконкому № 5/101 Управління трамвая було реорганізовано у трамвайно-тролейбусне управління Міністерства комунального господарства РСФСР.
Першу тролейбусну лінію вводили поетапно, поступово подовжувався і маршрут. Спочатку він дійшов до проспекту Металургів, у 1962 році  — до школи № 12, у 1964 році — до площі Дзержинського, і нарешті у 1965 році — до Нижнього селища ВгТЗ.
У 1964 році, як тільки був відкритий для транспортного руху Астраханський міст, з'явився тролейбусний маршрут № 2 — від залізничного вокзалу до вулиці КІМ.
З вересня 1967 року у Волгоград стали надходити комфортабельні вагони чеського виробництва Tatra T3. Вони стали основою трамвайного парку міста і успішно експлуатуються на волгоградських маршрутах і понині.
Через будівництво музею-панорами «Сталінградська битва», у 1967 році трамвайне кільце перемістилося ще далі на північ — до вулиці 7-ї Гвардійської дивізії.
У 1969 році відкрито тролейбусний маршрут № 3.
27 березня 1969 року відкрито тролейбусний маршрут № 5 у Червоноармійському районі. У 1970—1980-ті роки з'явився маршрут № 6, який від заводу «Каустик» віз пасажирів спочатку на сажевий завод, а потім на Набережну. Маршрут № 5 і 6 працювали паралельно. Потім необхідність в одному з них відпала. Зараз в Червоноармійському районі працює лише маршрут № 6.
17 вересня 1971 року у Червоножовтневий районі введено в експлуатацію трамвайне депо № 5, яке будувалося спеціально для обслуговування лінії швидкісного трамвая.
Впродовж 1970—80-х років відбувалось інтенсивне будівництво у західній частині міста, великі житлові масиви з'являлися у Дзержинському районі. Необхідно було розвивати й транспортну інфраструктуру. 3 листопада 1977 року відкрився тролейбусний маршрут № 7. Його перший маршрут руху був від проспекту Леніна в центрі міста до вулиці Хорошева. 2 лютого 1978 року маршрут подовжений до моторного заводу, 29 квітня 1988 року — до Волгоградського заводу бурової техніки (ВЗБТ).
У березні 1978 року трамвайна лінія перенесена з проспекту Леніна на вулицю Червонопітерську (нині — вул. Чуйкова).
6 листопада 1979 року відкрито тролейбусний маршрут № 8 Залізничний вокзал — Спартанівка протяжністю 16,9 км.

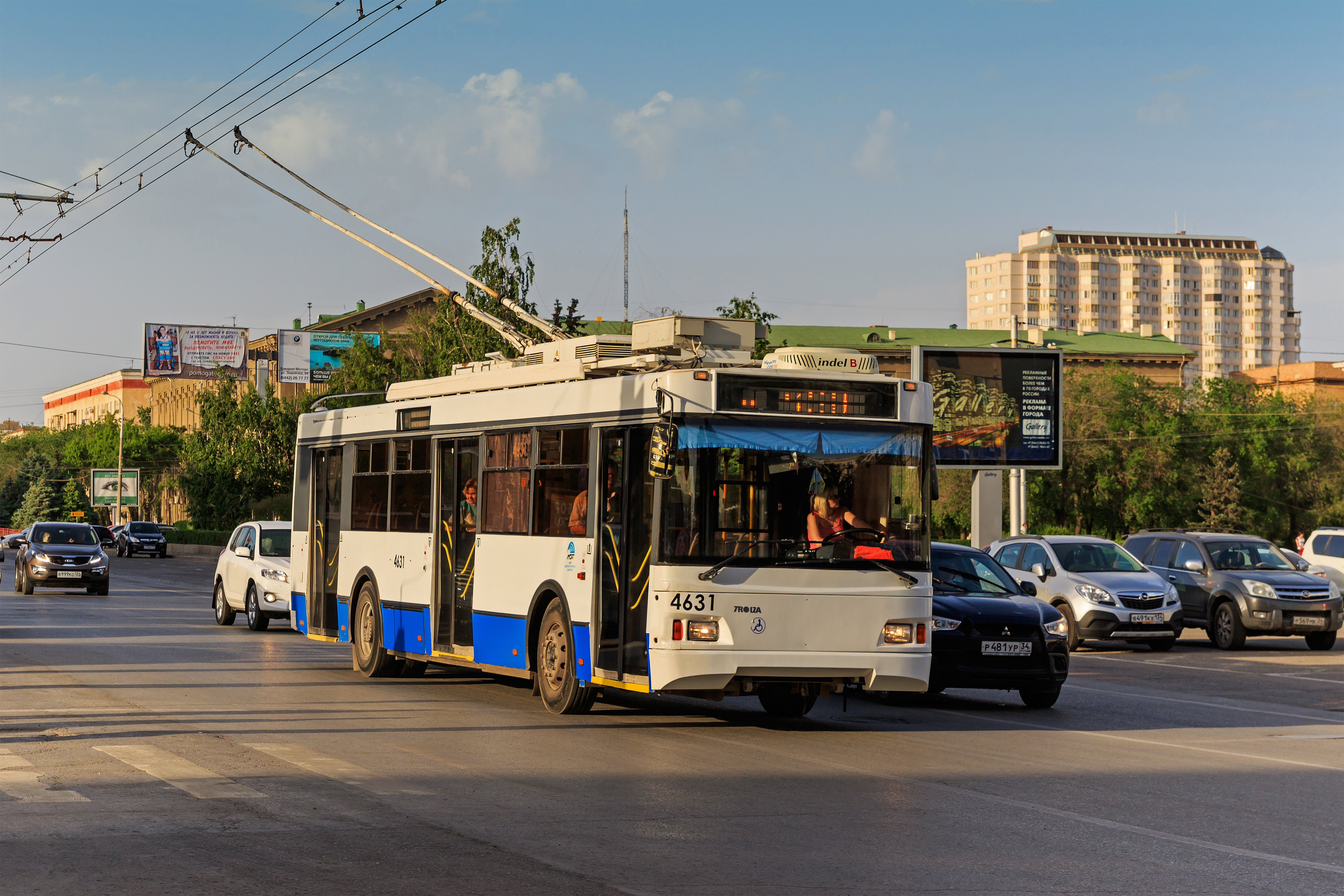
Тролза-5275.03 «Оптима»

1 жовтня 1980 року відкрито тролейбусний маршрут № 9 Завод «Червоний Жовтень» — Спартанівка.
16 квітня 1983 року в Дзержинському районі відкрито тролейбусне депо № 1.
5 листопада 1984 року в Волгограді введена в експлуатацію перша черга лінії швидкісного трамвая (ШТ).
У жовтні 1985 року відкрито тролейбусний маршрут № 10 від площі Куйбишева до вулиці Землячки. У 1990-ті роки маршрут № 10 подовжено до оптового ринку.
У жовтні 1986 року відкрито тролейбусний маршрут № 11. Його маршрут руху з роками змінювалися, але завжди були пов'язані з Дзержинським районом. На даний час маршрут працює від школи № 33 до Рибкомплексу.
1 травня 1989 року відкрито тролейбусний маршрут № 12, який по теперішній час прямує від залізничного вокзалу до площі Відродження.
15 жовтня 1990 року для поліпшення транспортного обслуговування мешканців Єльшанки і заполотнівської частини міста відкрито тролейбусний маршрут № 13. З 1 квітня 2004 року він був скасований.

### 1990-ті — 2000-ні роки
9 лютого 1991 року відкрито тролейбусний маршрут № 14, який спочатку проходив від проспекту Леніна до вулиці Симонова. Згодом маршрут руху змінювався. 2 листопада 2009 року він став працював за маршрутом 'Лікарняний комплекс — Дитячий центр — Річковий вокзал. Робота на цьому маршруті носила сезонний характер. Після відкриття мосту через річку Волга маршрут № 14 був закритий.

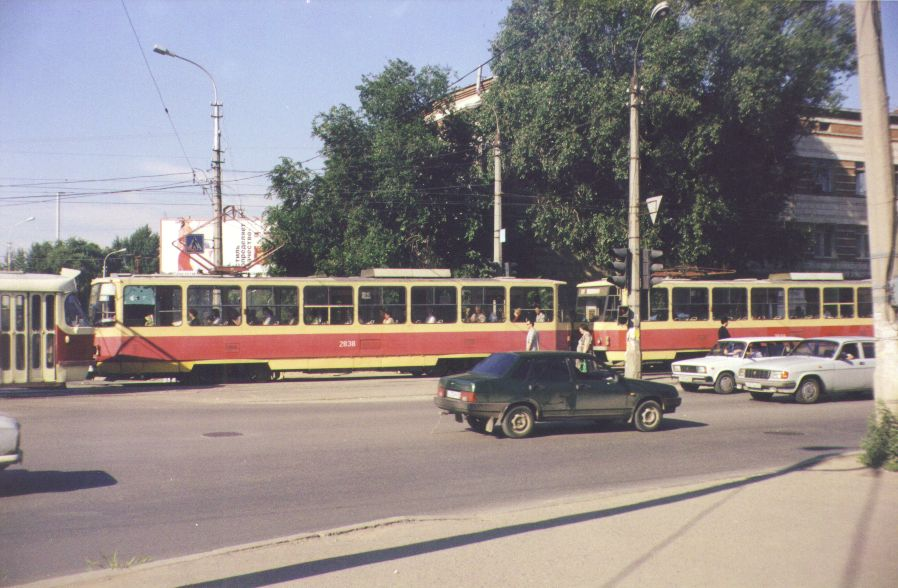
Волгоградський трамвай Tatra T6B5 на вулиці Рокосовського

19 грудня 1992 року відкрито тролейбусний маршрут № 15, який з'єднав Дзержинський район з центром міста. Від кільця, яке було побудовано неподалік від лікарняного комплексу, тролейбуси цього маршруту до цього дня здійснюють перевезення пасажирів до проспекту Леніна.
11 червня 1996 року введено тролейбусний маршрут № 16, який з'єднав залізничний і річковий вокзали, який працював тільки у дачний період. Після відкриття мосту через Волгу необхідність в цьому маршруті відпала.
15 вересня 1999 року відкрито тролейбусний маршрут № 17 у Кіровському районі від вулиці Тополевої до вулиці Закавказької. Введено в експлуатацію тролейбусне депо № 6.
15 листопада 2000 року тролейбусний рух від вулиці Тополевої подовжено до держуніверситету, а тролейбусний маршрут № 17 скасований. Замість нього відкритий маршрут № 18. З 5 листопада 2004 року маршрут подовжений вздовж вулиці Автомобілістів до взуттєвої фабрики, з'єднавши тролейбусним сполученням Кіровський і Радянський райони.
12 травня 2003 року відкрито тролейбусний маршрут № 15А від площі Куйбишева до лікарняного комплексу, а також з'явився найдовший (20,85 км) у Волгограді тролейбусний маршрут № 8А.
1 червня 2017 року відділення тролейбусного парку (раніше — тролейбусне депо № 1) закрито. Обслуговування маршрутів № 10, 15 і 15А передано тролейбусному парку (раніше — тролейбусне депо № 4). Інтервали на маршрутах № 10 та № 15 збільшені до 20-30 хвилин, рух тролейбусів на маршрутах у вечірній час (після 16:00—17:00 годин) практично відсутній.
8 вересня 2017 року закритий тролейбусний маршрут № 15 Лікарняний комплекс — Залізничний вокзал.

## Волгоградський швидкісний трамвай
Ідея будівництва нового виду міського електричного транспорту у Волгограді з'явилася в середині 1960-х років. У 1970 році розпочалося будівництво наземних ділянок лінії, а у 1976 році — підземної її частини. 5 листопада 1984 року відкрито постійний пасажирський рух на першій черзі волгоградського швидкісного трамвая. Її протяжність склала 13,5 км, в тому числі 3,5 км — підземна частина, дві підземні станції, одна — на естакаді).

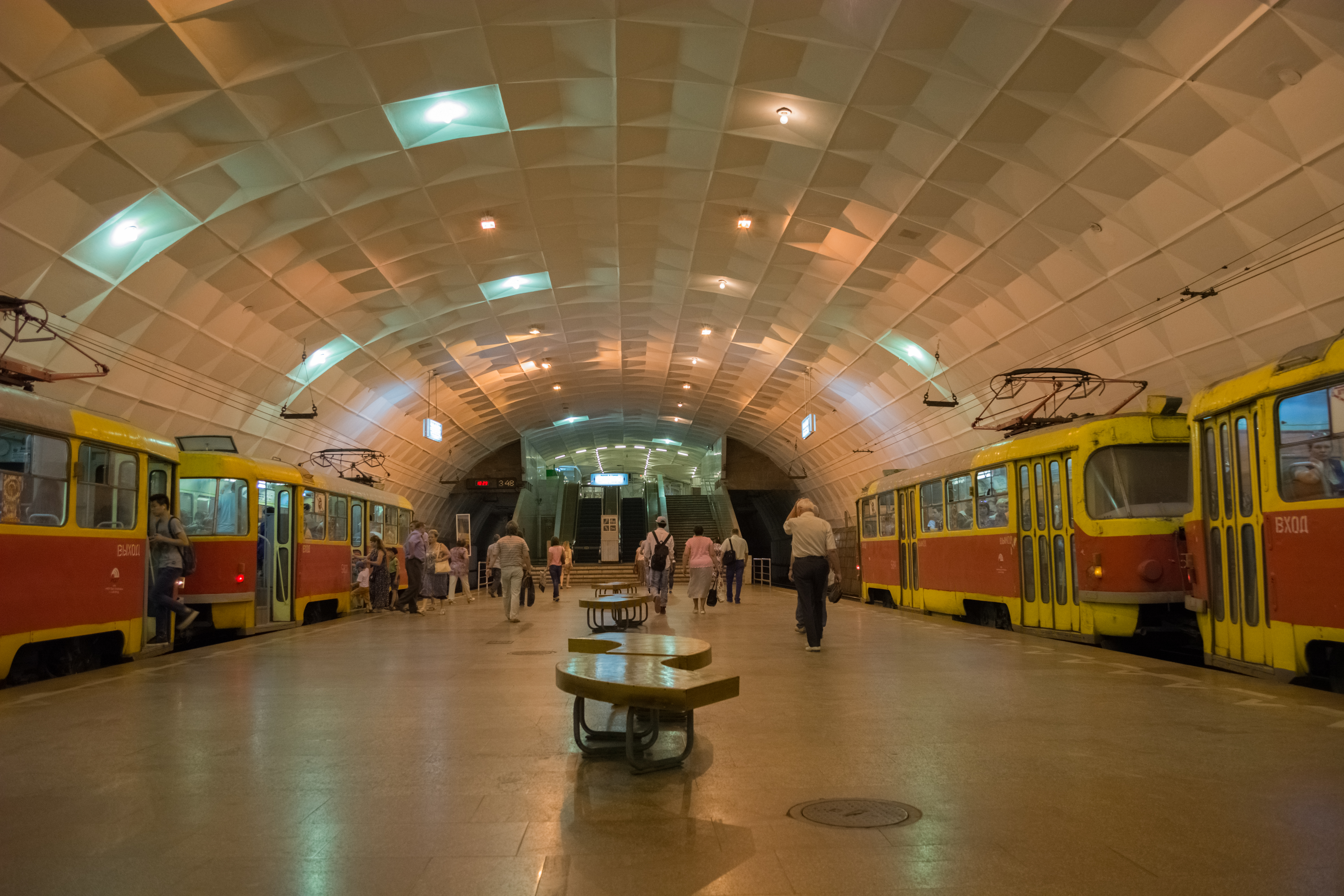
Станція метротрама «Площа Леніна»

У 1985 році почалося будівництво другої черги швидкісного трамвая (ШТ). Пуск другої черги ШТ відбувся 1 грудня 2011 року. Це підземна ділянка з трьома станціями протяжністю 3,8 км.
На теперещній час швидкісний трамвай у Волгограді з'єднує пасажирським сполученням 5 районів міста з восьми. Унікальність волгоградського швидкісного трамвая полягає в тому, що це єдина в Росії лінія, що має підземну частину з 6 підземними станціями мілкого закладення.
Протяжність лінії ШТ — 17,3 км (7,32 км — підземна ділянка), маршрутів — два: ШТ-1 «Площа Чекистів — ВгТЗ» і ШТ-2 «Єльшанка — Стадіон «Моноліт». На другій лінії швидкісного трамвая може експлуатуватися принципово новий рухомий склад — з двостороннім розташуванням дверей і двома кабінами управління. 
На маршрутах ШТ експлуатуються вагони за системою багатьох одиниць (СБЕ) з інтервалами руху у години пік 2—4 хвилини, у міжпіковий час — 5—7 хвилин. Тривалість поїздки на маршрутах ШТ — 30—35 хвилин. Щоденний випуск на лінію ШТ становить 39 трамвайних потягів, з них 32 — за системою багатьох одиниць (СБЕ).

## Електробус
У середині липня 2017 року у Волгограді відбулася презентація нового перспективного виду пасажирського транспорту — низькопідлогового міського автобусу великого класу «СітіРитм-12Е» — волзької компанії «Volgabus». 16 листопада 2017 року, електробус надійшов до тролейбусного парку МУП «Метроелектротранс» для проведення дослідної експлуатації. З 17 листопада 2017 року він розпочав перевезення пасажирів за тролейбусним маршрутом № 12 від Спартанівки до Дитячого центру.

## Хронологія назв підприємства
| Дата                    | Назва підприємства |
| ----------------------- | --- |
| 9 квітня 1913 — до 1923 | Міські електричні споруди (трамвай і лісопилка). |
| Наприкінці 1923         | У складі реорганізованого Управління комунально-технічними підприємствами.                                                                              |
| 15 березня 1924         | У складі Царицинського комунального тресту. Комунально-технічне підприємство міста, у тому числі і трамвай, об'єднані в Царицинський комунальний трест. |
| 1931                    | Управління Сталінградських міських електричних залізниць «Трамвай».                                                                                     |
| 1939                    | Сталінградський трамвайний трест. |
| 26 листопада 1945       | Госпрозрахункове Управління трамвая при Сталінградському міськвиконкомі.                                                                                |
| 17 березня 1961         | Трамвайно-тролейбусне управління Міністерства комунального господарства.                                                                                |
| 29 серпня 1990          | Виробниче об'єднання «Волгограделектротранс». |
| 5 листопада 2000        | Муніципальне унітарне підприємство «Волгограделектротранс».                                                                                             |
| 1 липня 2004            | Муніципальне унітарне підприємство «Метроелектротранс» м. Волгограда                                                                                    |

У листопаді 2014 року виповнилося 30 років з дня пуску в місті-герої Волгограді лінії швидкісного трамвая.
У грудні 2015 року Волгоградському тролейбусу виповнилося 55 років.
У квітні 2018 року минуло 105 років від дня пуску трамвайного руху в місті Царицині.

## Структура

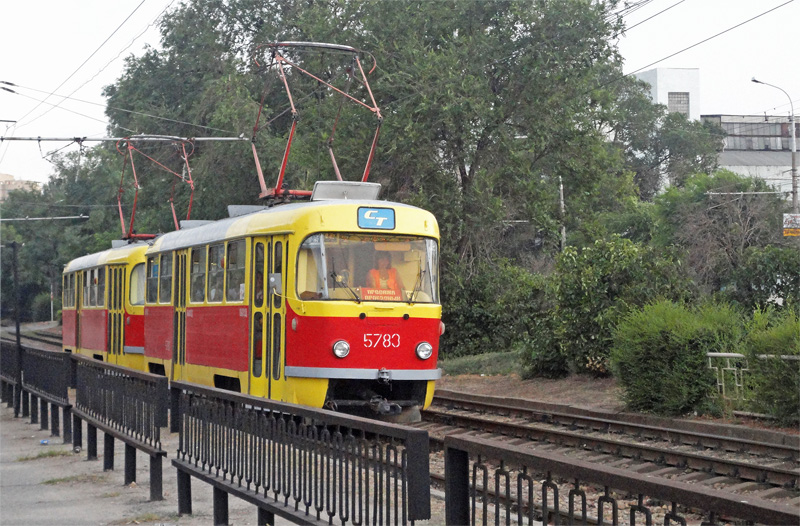
Tatra T3SU

До складу МУП «Метроелектротранс» входять тролейбусний парк, 3 трамвайних депо, завод «ВЕТА», який здійснює поточний, капітальний і капітально-відновлювальний ремонти трамваїв і тролейбусів, а також ремонт спецтехніки.
Експлуатаційну діяльність підприємства забезпечують:
- служба експлуатації;
- служба енергогосподарства;
- служба колії;
- служба швидкісного трамвая;
- служба автоматики та зв'язку;
- служба автомобільного транспорту.

Депо:
- тролейбусний парк;
- трамвайне депо № 2;
- трамвайне депо № 3;
- трамвайне депо № 5.

На базі підприємства проводиться підготовка водіїв для роботи на маршрутах трамваїв і тролейбусів.

## Сьогодення
Щодоби перевозиться близько 200 тисяч пасажирів. Станом на 2018 рік підприємство обслуговує 13 трамвайних і 5 тролейбусних маршрутів. 
На маршрутах Волгограда експлуатуються:

### Трамваї
- Tatra T3SU
- Tatra T3SU (двухдверна)
- Tatra T3R.PV
- Tatra T3М
- Tatra T6B5SU
- Tatra KT8D5 (трисекційний з двостороннім розташуванням дверей і двома кабінами)
- 71-154 (ЛВС-2009) виробництва ВАТ «Петербурзький трамвайно-механічний завод» м. Санкт-Петербург (трисекційні з двостороннім розташуванням дверей і двома кабінами)
- 71-623-03 (КТМ-23)[6]
- МТТА-2 (вагони «Tatra T3», сконструйовані з можливістю виходу пасажирів як на праву, так і на ліву сторону, прибули напередодні в трамвайне депо № 5.Всього, за угодою з московськими МУП «Метроелектротранс» безоплатно отримало 33 трамвая, модернізованих в столиці у 2013—2014 рр.)[7].

### Тролейбуси
- ЗіУ-682 серії В, Г
- ВЗТМ-5284 (м. Волгоград)
- ВЗТМ-5288 (м. Волгоград)
- 5298-01 «Піонер» (ВАТ «Транс-Альфа», м. Вологда)
- Тролза-5275.03 «Оптима» (ВАТ «Тролза», м. Енгельс Саратовської області)
- Тролза-5275.05 «Оптима» (ВАТ «Тролза», м. Енгельс Саратовської області).

## Галерея

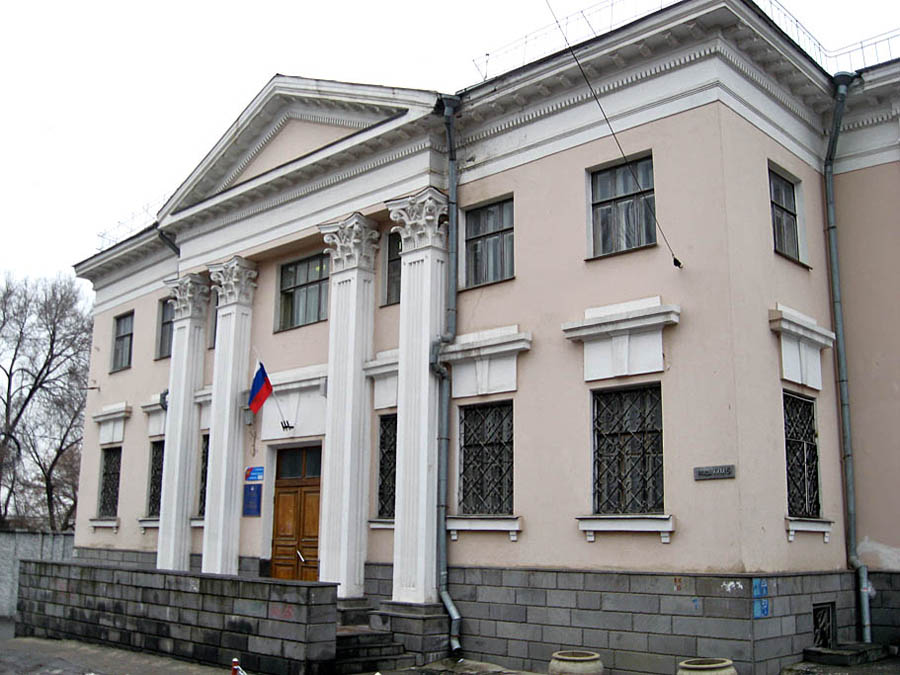
Музей історії електротранспорту
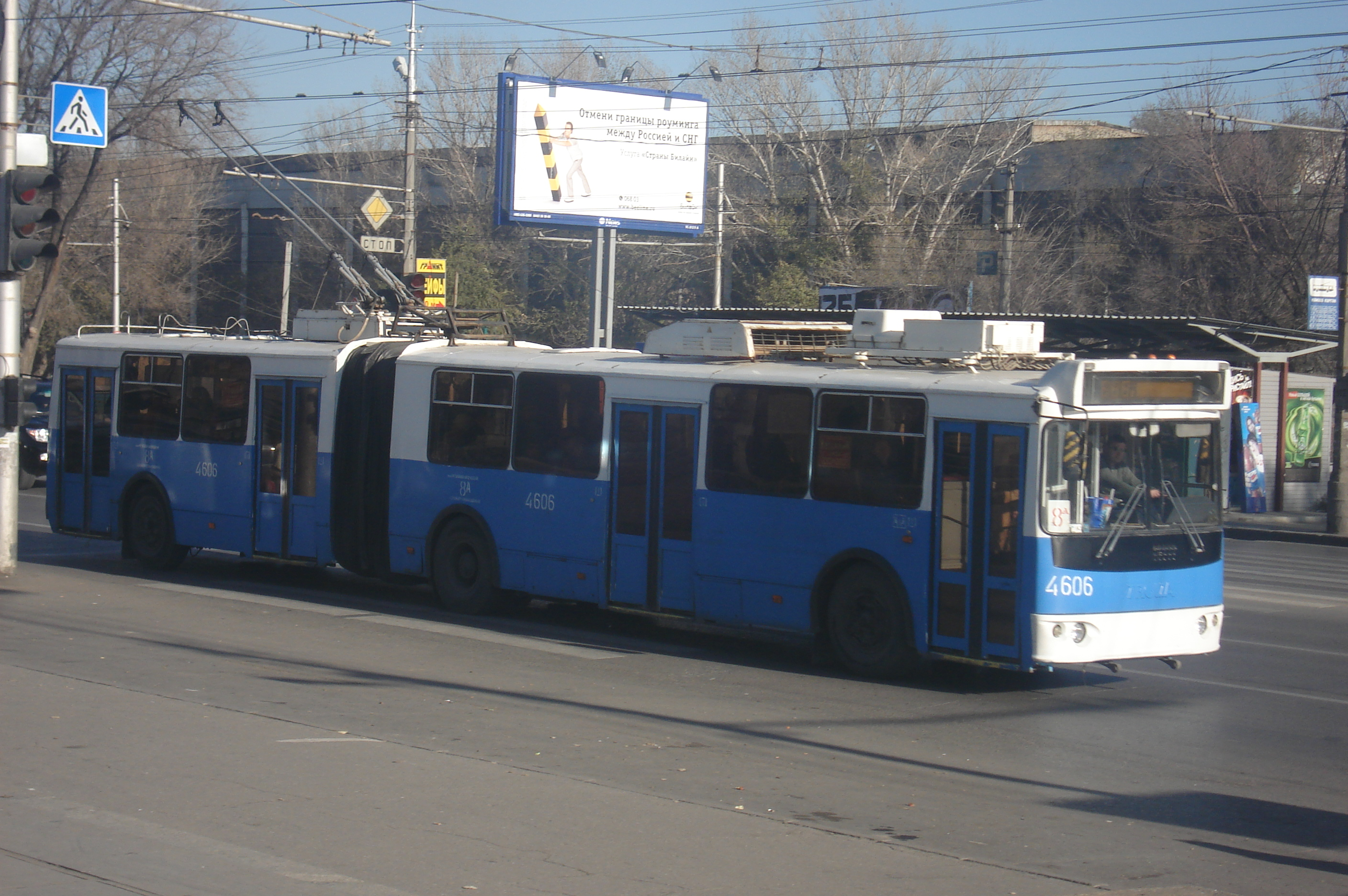
Тролза-62052.02
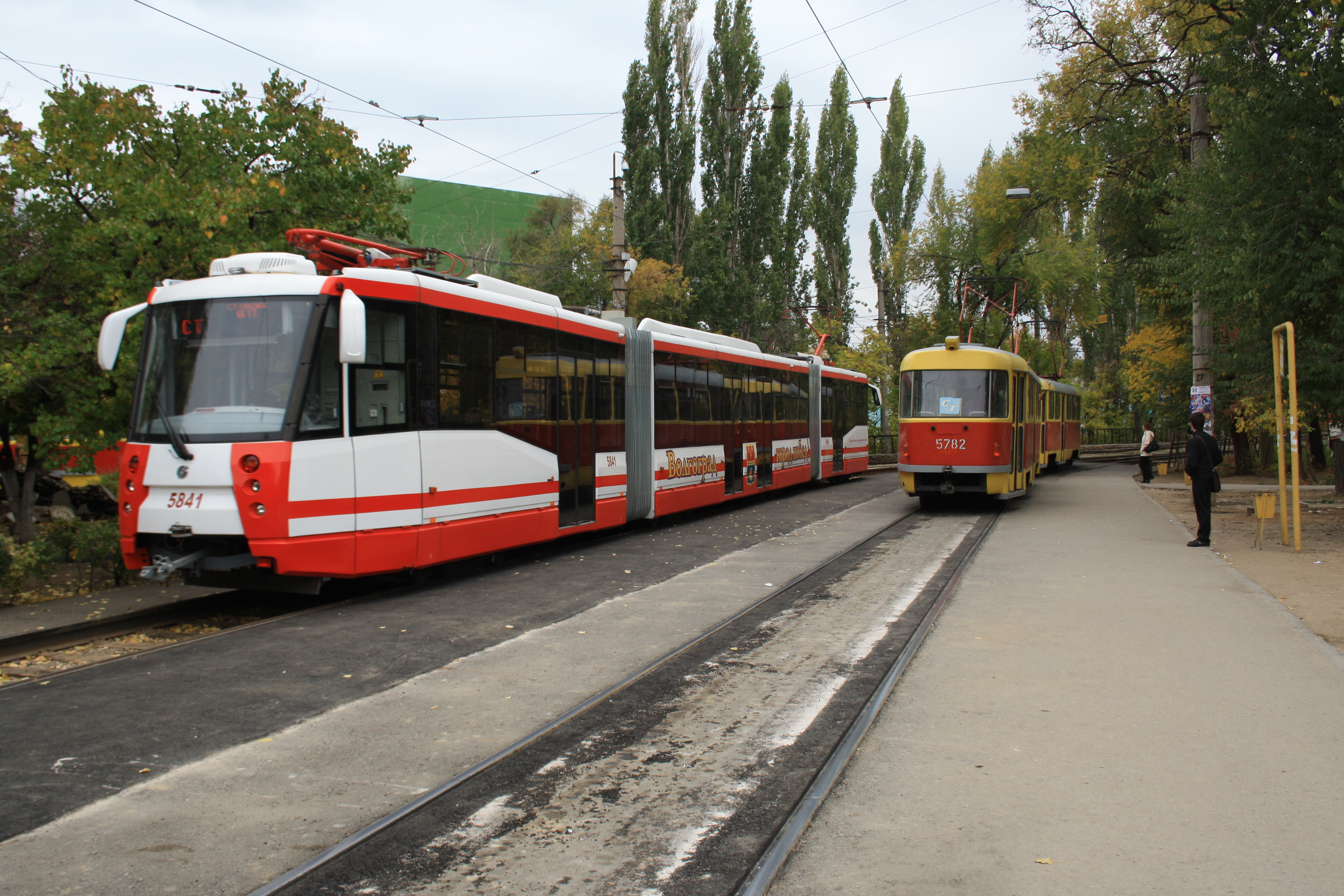
71-154 (ЛВС-2009) на станції «Тракторний завод»
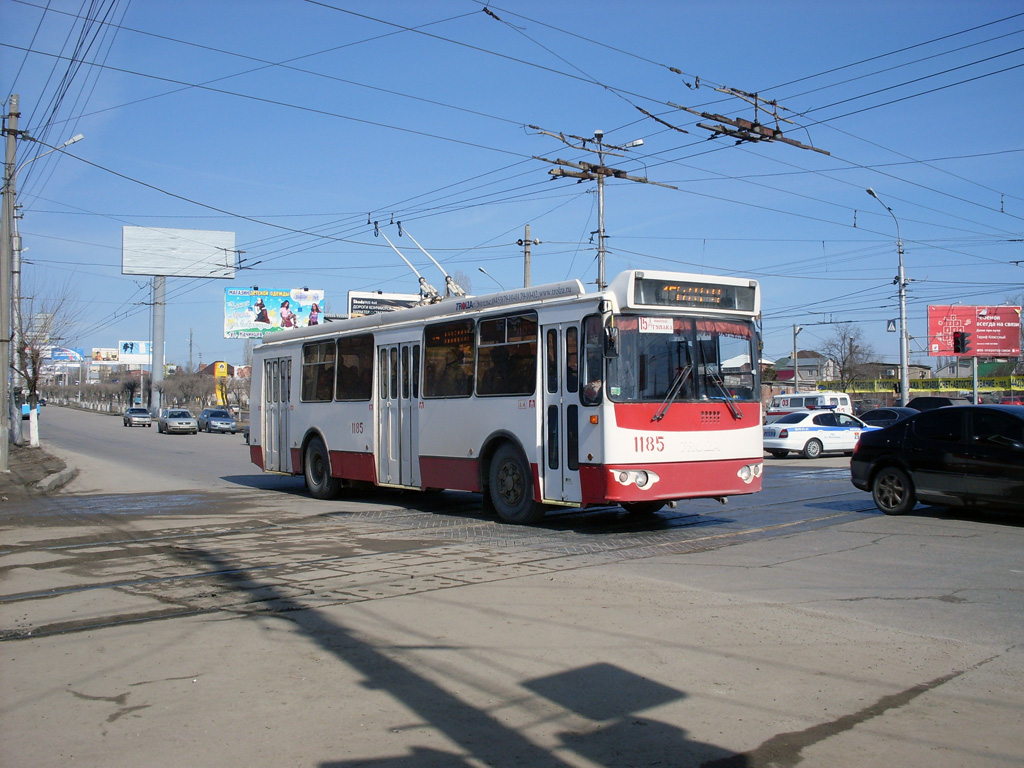
ЗіУ-682Г-016 (018)
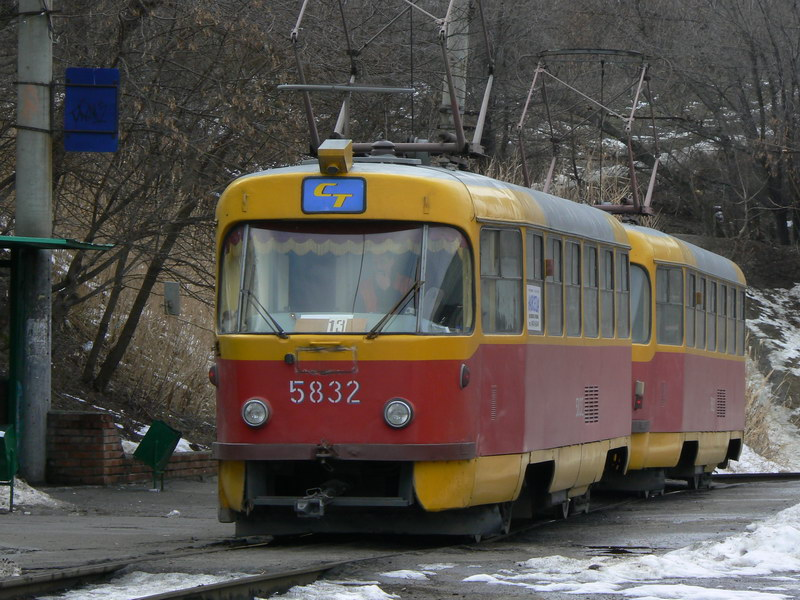
Tatra T3SU
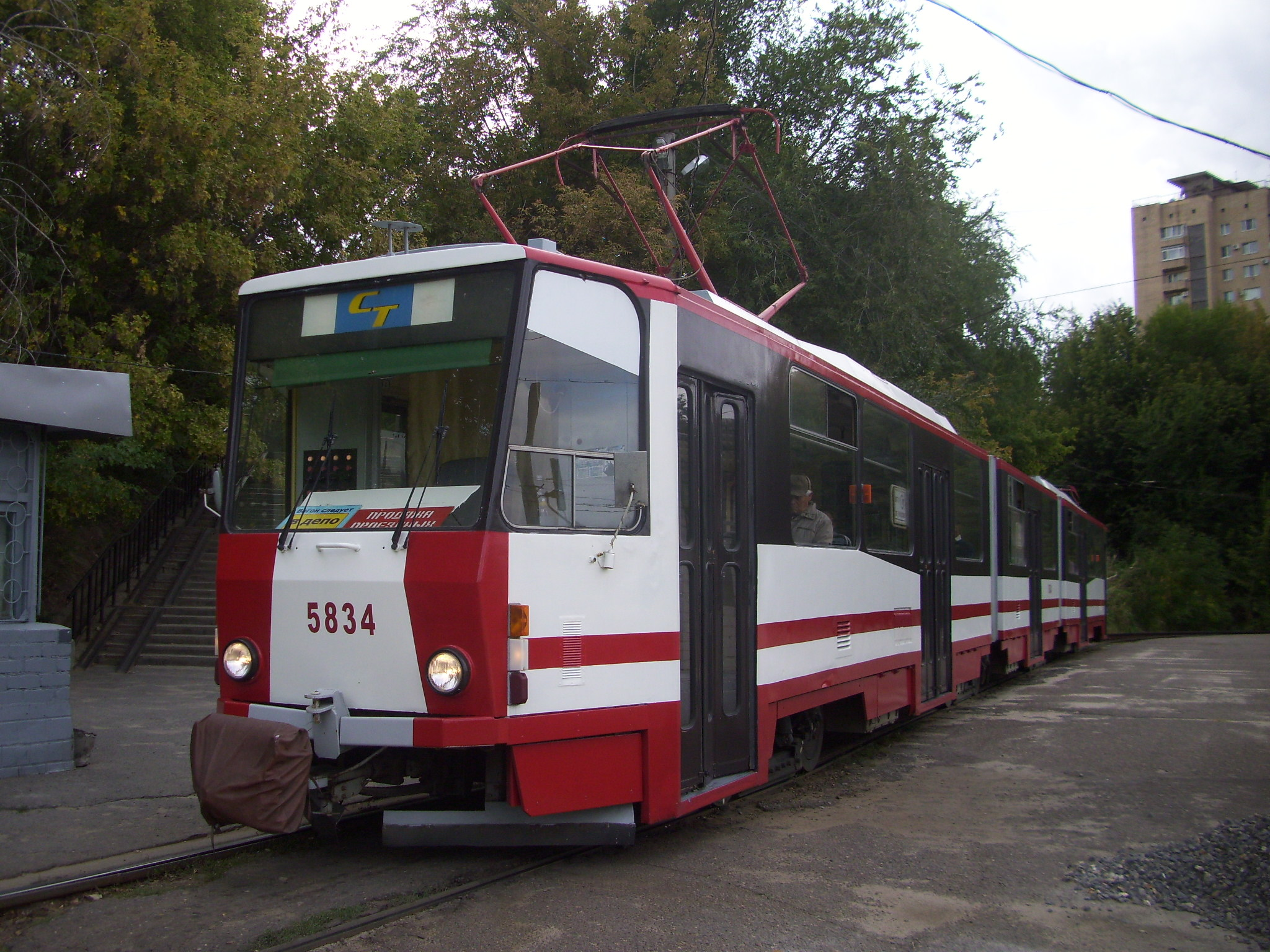
Tatra KT8D5